# Liliw
Liliw is een gemeente in de Filipijnse provincie Laguna op het eiland Luzon. Bij de laatste census in 2010 telde de gemeente bijna 34 duizend inwoners.

## Geografie

### Bestuurlijke indeling
Liliw is onderverdeeld in de volgende 33 barangays:
| - Bagong Anyo - Bayate - Bongkol - Bubukal - Cabuyao - Calumpang - Culoy - Dagatan - Daniw - Dita - Ibabang Palina | - Ibabang San Roque - Ibabang Sungi - Ibabang Taykin - Ilayang Palina - Ilayang San Roque - Ilayang Sungi - Ilayang Taykin - Kanlurang Bukal - Laguan - Luquin - Malabo-Kalantukan | - Masikap - Maslun - Mojon - Novaliches - Oples - Pag-Asa - Palayan - Rizal - San Isidro - Silangang Bukal - Tuy-Baanan |

## Demografie
Liliw had bij de census van 2010 een inwoneraantal van 33.851 mensen. Dit waren 1.124 mensen (3,4%) meer dan bij de vorige census van 2007. Ten opzichte van de census van 2000 was het aantal inwoners gegroeid met 6.314 mensen (22,9%). De gemiddelde jaarlijkse groei in die periode kwam daarmee uit op 2,09%, hetgeen hoger was dan het landelijk jaarlijks gemiddelde over deze periode (1,90%).

De bevolkingsdichtheid van Liliw was ten tijde van de laatste census, met 33.851 inwoners op 39,1 km², 865,8 mensen per km².

## Geboren in Liliw
- Estanislao Fernandez (28 maart 1910), jurist en politicus (overleden 1982).